# Michal Krištof
Michal Krištof (né le 11 octobre 1993 à Nitra en Slovaquie) est un joueur professionnel slovaque de hockey sur glace. Il évolue au poste d'attaquant.

## Biographie

### Carrière en club
Formé au HK Nitra, il poursuit sa formation en Finlande chez les équipes juniors du Sport Vaasa. En 2013, il joue ses premiers matchs en senior dans la Mestis, le deuxième niveau finlandais. La saison suivante, l'équipe accède à la Liiga. De 2016 à 2018, il évolue dans son club formateur, le HK Nitra dans l'Extraliga slovaque. Il porte les couleurs du Kärpät Oulu de 2018 à 2021. Il signe ensuite au  HC Kometa Brno dans l'Extraliga tchèque.

### Carrière internationale
Il représente la Slovaquie au niveau international. Il prend part aux sélections jeunes. Il est sélectionné pour les Jeux olympiques de 2022 durant lesquels la Slovaquie remporte la médaille de bronze.

## Statistiques
| Saison    | Équipe              | Ligue              |                   | Saison régulière  | Saison régulière  | Saison régulière  | Saison régulière  | Saison régulière |   | Séries éliminatoires | Séries éliminatoires | Séries éliminatoires | Séries éliminatoires | Séries éliminatoires |
| Saison    | Équipe              | Ligue              | PJ                | B                 | A                 | Pts               | Pun               | PJ               | B | A                    | Pts                  | Pun                  |                      |                      |
| 2013-2014 | Sport Vaasa         | Mestis             | 50                | 2                 | 29                | 31                | 20                | 1                | 0 | 0                    | 0                    | 0                    |                      |                      |
| 2014-2015 | Sport Vaasa         | Liiga              | 2                 | 0                 | 0                 | 0                 | 2                 | -                | - | -                    | -                    | -                    |                      |                      |
| 2014-2015 | Heinolan Peliitat   | Mestis             | 41                | 9                 | 17                | 26                | 34                | -                | - | -                    | -                    | -                    |                      |                      |
| 2015-2016 | Hokki Kajaani       | Mestis             | 49                | 11                | 29                | 40                | 6                 | 17               | 0 | 13                   | 13                   | 0                    |                      |                      |
| 2016-2017 | HK Nitra            | Extraliga slovaque | 56                | 15                | 27                | 42                | 22                | 13               | 2 | 3                    | 5                    | 4                    |                      |                      |
| 2017-2018 | HK Nitra            | Extraliga slovaque | 52                | 17                | 40                | 57                | 14                | 8                | 2 | 6                    | 8                    | 2                    |                      |                      |
| 2018-2019 | Kärpät Oulu         | Liiga              | 58                | 9                 | 30                | 39                | 10                | 17               | 3 | 4                    | 7                    | 0                    |                      |                      |
| 2019-2020 | Kärpät Oulu         | Liiga              | 50                | 9                 | 11                | 20                | 0                 | -                | - | -                    | -                    | -                    |                      |                      |
| 2020-2021 | Kärpät Oulu         | Liiga              | 57                | 14                | 10                | 24                | 8                 | 5                | 0 | 2                    | 2                    | 0                    |                      |                      |
| 2021-2022 | HC Kometa Brno      | Extraliga tchèque  | 42                | 8                 | 22                | 30                | 10                | 5                | 3 | 0                    | 3                    | 0                    |                      |                      |
| 2022-2023 | Admiral Vladivostok | KHL                | 46                | 7                 | 23                | 30                | 12                | 12               | 1 | 3                    | 4                    | 2                    |                      |                      |
| 2023-2024 | HK Sotchi           | KHL                | 54                | 9                 | 23                | 32                | 50                | -                | - | -                    | -                    | -                    |                      |                      |
| 2024-2025 | HK Sotchi           | KHL                | 10                | 2                 | 3                 | 5                 | 8                 | -                | - | -                    | -                    | -                    |                      |                      |
| 2024-2025 | SCL Tigers          | NL                 | Saison en cours ? | Saison en cours ? | Saison en cours ? | Saison en cours ? | Saison en cours ? |                  |   |                      |                      |                      |                      |                      |